# Oceano (film 1971)
Oceano è un film del 1971 diretto da Folco Quilici.
Il film, basato su una leggenda polinesiana, costituisce l'occasione per mostrare le suggestive bellezze della Polinesia e della sua flora e quelle dell'Oceano pacifico e della sua fauna acquatica.

## Trama
Il film narra l'avventura di un giovane polinesiano di nome Tanài che, lascia la sua isola nativa con la sua fragile imbarcazione alla ricerca dell'isola dei suoi sogni, per compiere un antichissimo rito: procurarsi un po' di terra su cui piantare l'albero del pane, che assai emblematicamente reca con sé a bordo.
Forte della sua profonda conoscenza dell'oceano, frutto degli insegnamenti che da millenni ogni padre polinesiano trasmette ai propri figli, Tanài naviga in lungo e in largo approdando all'isola di Pasqua, dove contempla gli idoli di pietra scolpiti dai suoi antenati. 
Dopo un naufragio, viene trovato da una tribù indigena che lo tiene prigioniero nell'attesa di immolarlo per placare la divinità del luogo. Fuggito con l'aiuto di una ragazza, raggiunge un isolotto sui cui vive, come un eremita, un anziano europeo. Costui riesce con l'aiuto di altri indigeni a costruire una nuova canoa con cui Tanài riprende il suo viaggio, naufragando al termine di varie avventure ricche di pathos sulla banchisa polare antartica, dove viene trovato semi assiderato e ferito da alcuni scienziati di una base statunitense.
Rimessosi in salute, dopo un mese di cure, Tanài affronta nuovamente l'oceano, finché approda alla sua isola, ma questa è ormai soltanto una deserta e desolata landa, gli abitanti sono stati infatti tutti evacuati in altre isole più civilizzate, perché lì vi è stato un esperimento atomico.